# Налоговый кодекс Украины
Налоговый кодекс Украины (укр. Податковий кодекс України) — украинский закон, который регулирует отношения, возникающие в процессе установления, изменения и отмены налогов и сборов на Украине, определяет исчерпывающий перечень налогов и сборов, взимаемых на Украине, и порядок их администрирования, плательщиков налогов и сборов, их права и обязанности, компетенцию контролирующих органов, полномочия и обязанности их должностных лиц при осуществлении налогового контроля, а также ответственность за нарушение налогового законодательства.
С принятием Налогового кодекса полностью меняется система налогообложения на Украине. Количество налогов уменьшается почти в два раза. Предусмотрено поэтапное, в течение нескольких лет, снижение базовых ставок по основным налоговым платежам. Вводится дополнительная ставка по налогу на доходы физических лиц, тем самым создается подобие прогрессивной шкалы налогообложения. Изменены «правила игры» для плательщиков единого налога. Так, из их числа с принятием налогового кодекса исключаются юридические лица, сужается круг видов деятельности, которыми позволено заниматься плательщиков единого налога, увеличиваются ставки налога. Также утрачивают силу нормативные документы, регулирующие порядок обложения налогами и сборами, которые вошли в налоговый кодекс, а также Закон № 2181, определяющий порядок администрирования налогов.
Против принятия налогового кодекса протестовали предприниматели, требования которых не были учтены при принятии документа. 22 ноября 2010 года в День свободы на Площади Независимости в Киеве предприниматели провели многотысячный митинг (по оценкам организаторов протестующих насчитывалось до 100 тысяч), который был объявлен бессрочным. Акцию поддержали во многих областных центрах (В том числе в Крыму, Донецке, Луганской области, Харькове).

## История
27 ноября 2010 года президент Украины Виктор Янукович поручил кабинету министров согласовать вместе с предпринимателями поправки к Налоговому кодексу, если это возможно. 28 ноября 2010 года Координационный совет протестующих предпринимателей принял решение не обсуждать с правительством никаких поправок к Налоговому кодексу и требовать исключительно вето президента. 30 ноября 2010 года Виктор Янукович наложил вето на новую версию Налогового кодекса.
2 декабря 2010 года Верховная Рада Украины приняла Налоговый кодекс Украины в новой редакции с учётом всех замечаний и поправок Президента Украины.
3 декабря 2010 года Президент Украины подписал новую редакцию Налогового кодекса Украины, существенным отличием которой является отсутствие новых норм налогообложения по упрощенной системе, переходные положения предусмотрели сохранение упрощенного порядка налогообложения, действовавшего до принятия Налогового кодекса Украины, что было вызвано массовыми протестами предпринимателей по всей Украине.
4 декабря 2010 года Официальный печатный орган Верховной Рады Украины опубликовал текст новой редакции Налогового кодекса Украины. С этой даты Налоговый кодекс Украины официально приобрел силу Закона.
«Если два года назад этот налог был 25%, после принятия Налогового кодекса данный показатель сначала сократили до 23%, в этом году – до 21%, в следующем – до 19%» (депутат ВРУ Иван Попеску).

## Содержание
Состоит из девятнадцати разделов:
- Раздел I. Общие положения
- Раздел II. Администрирование налогов, сборов (обязательных платежей)
- Раздел III. Налог на прибыль предприятий
- Раздел IV. Налог на доходы физических лиц
- Раздел V. Налог на добавленную стоимость
- Раздел VI. Акцизный налог
- Раздел VII. Сбор за первую регистрацию транспортного средства
- Раздел VIII. Экологический налог
- Раздел IX. Рентная плата за транспортировку нефти и нефтепродуктов магистральным нефтепроводам и нефтепродуктопроводам, транзитную транспортировку трубопроводами природного газа и аммиака по территории Украины
- Раздел Х. Рентная плата за нефть, природный газ и газовый конденсат, добываемые на Украине
- Раздел XI. Плата за пользование недрами
- Раздел XII. Местные налоги и сборы
- Раздел XIII. Плата за землю (наименование и номер раздела исключены)
- Раздел XIV. Специальные налоговые режимы
- Раздел XV. Сбор за пользование радиочастотным ресурсом Украины
- Раздел XVI. Сбор за специальное использование воды
- Раздел XVII. Сбор за специальное использование лесных ресурсов
- Раздел XVIII. Особенности налогообложения налогоплательщиков в условиях действия соглашения о Разделе продукции
- Раздел XIX. Заключительные и переходные положения